# David Ruíz (Fußballspieler, 1912)
José David Ruiz Ruiz (* 23. Juli 1912 in Punta Arenas; † 11. Januar 1994), auch unter dem Spitznamen Machuca bekannt, war ein chilenischer Fußballspieler. Der Stürmer lief in zwei Länderspielen für Chile auf.

## Karriere

### Verein
David Ruíz spielte mindestens 1940 und 1941 für Audax Italiano. Weiter in seiner Vereinskarriere ist nur bekannt, dass er 1945 für die Santiago Wanderers auflief.

### Nationalmannschaft
David Ruíz debütierte beim Campeonato Sudamericano 1941 unter Máximo Garay beim 1:0-Erfolg über Titelverteidiger Peru. Der Angreifer kam noch bei der Niederlage gegen Uruguay zum Einsatz. Ruíz landete mit seinem Team nach zwei Siegen und zwei Niederlagen auf dem dritten Platz. Die zwei Spiele bei der Südamerikameisterschaft waren seine einzigen Länderspiele.